# Dalechampia reitzkleinii
Dalechampia reitzkleinii är en törelväxtart som beskrevs av Lyman Bradford Smith och Robert Jack Downs. Dalechampia reitzkleinii ingår i släktet Dalechampia och familjen törelväxter. Inga underarter finns listade i Catalogue of Life.